# Боулс (Каліфорнія)
Боулс (англ. Bowles) — переписна місцевість (CDP) в США, в окрузі Фресно штату Каліфорнія. Населення — 158 осіб (2020).

## Географія
Боулс розташований за координатами 36°36′32″ пн. ш. 119°45′9″ зх. д. / 36.60889° пн. ш. 119.75250° зх. д. (36.608873, -119.752564).  За даними Бюро перепису населення США в 2010 році переписна місцевість мала площу 0,99 км², уся площа — суходіл.

## Демографія
Згідно з переписом 2010 року, у переписній місцевості мешкало 166 осіб у 34 домогосподарствах у складі 26 родин. Густота населення становила 168 осіб/км².  Було 37 помешкань (38/км²).
Расовий склад населення:
| - 65,1 % — білих - 3,6 % — чорних або афроамериканців - 0,6 % — корінних американців - 0,6 % — азіатів - 25,9 % — осіб інших рас |

До двох чи більше рас належало 4,2 %. Частка іспаномовних становила 42,8 % від усіх жителів.
За віковим діапазоном населення розподілялося таким чином: 15,7 % — особи молодші 18 років, 47,0 % — особи у віці 18—64 років, 37,3 % — особи у віці 65 років та старші. Медіана віку мешканця становила 59,0 року. На 100 осіб жіночої статі у переписній місцевості припадало 90,8 чоловіків;  на 100 жінок у віці від 18 років та старших — 94,4 чоловіків також старших 18 років.
За межею бідності перебувало 15,9 % осіб, у тому числі 40,9 % дітей у віці до 18 років та 0,0 % осіб у віці 65 років та старших.
Цивільне працевлаштоване населення становило 55 осіб. Основні галузі зайнятості: сільське господарство, лісництво, риболовля — 40,0 %, виробництво — 16,4 %, фінанси, страхування та нерухомість — 12,7 %, роздрібна торгівля — 9,1 %.